# Берлін (Джорджія)
Берлін (англ. Berlin) — місто (англ. town) в США, в окрузі Колквіт штату Джорджія. Населення — 511 особа (2020).

## Географія
Берлін розташований за координатами 31°4′3″ пн. ш. 83°37′25″ зх. д. / 31.06750° пн. ш. 83.62361° зх. д. (31.067483, -83.623513).  За даними Бюро перепису населення США в 2010 році місто мало площу 1,92 км², з яких 1,91 км² — суходіл та 0,01 км² — водойми. В 2017 році площа становила 2,16 км², уся площа — суходіл.

## Демографія
Згідно з переписом 2010 року, у місті мешкала 551 особа в 196 домогосподарствах у складі 146 родин. Густота населення становила 288 осіб/км².  Було 236 помешкань (123/км²).
Расовий склад населення:
| - 63,3 % — білих - 16,2 % — чорних або афроамериканців - 1,1 % — корінних американців - 0,2 % — азіатів - 17,2 % — осіб інших рас |

До двох чи більше рас належало 2,0 %. Частка іспаномовних становила 23,0 % від усіх жителів.
За віковим діапазоном населення розподілялося таким чином: 31,2 % — особи молодші 18 років, 54,3 % — особи у віці 18—64 років, 14,5 % — особи у віці 65 років та старші. Медіана віку мешканця становила 34,5 року. На 100 осіб жіночої статі у місті припадало 100,4 чоловіків;  на 100 жінок у віці від 18 років та старших — 88,6 чоловіків також старших 18 років.
Середній дохід на одне домашнє господарство  становив 43 840 доларів США (медіана — 30 192), а середній дохід на одну сім'ю — 50 964 долари (медіана — 34 583). За межею бідності перебувало 21,1 % осіб, у тому числі 35,8 % дітей у віці до 18 років та 12,2 % осіб у віці 65 років та старших.
Цивільне працевлаштоване населення становило 177 осіб. Основні галузі зайнятості: виробництво — 28,8 %, освіта, охорона здоров'я та соціальна допомога — 26,0 %, роздрібна торгівля — 8,5 %, оптова торгівля — 7,3 %.